# Souimanga à gorge rousse
 (avril 2022).
La mise en forme du texte ne suit pas les recommandations de Wikipédia : il faut le « wikifier ».
Les points d'amélioration suivants sont les cas les plus fréquents. Le détail des points à revoir est peut-être précisé sur la page de discussion.
- Les titres sont pré-formatés par le logiciel. Ils ne sont ni en capitales, ni en gras.
- Le texte ne doit pas être écrit en capitales (les noms de famille non plus), ni en gras, ni en italique, ni en « petit »…
- Le gras n'est utilisé que pour surligner le titre de l'article dans l'introduction, une seule fois.
- L'italique est rarement utilisé : mots en langue étrangère, titres d'œuvres, noms de bateaux, etc.
- Les citations ne sont pas en italique mais en corps de texte normal. Elles sont entourées par des guillemets français : « et ».
- Les listes à puces sont à éviter, des paragraphes rédigés étant largement préférés. Les tableaux sont à réserver à la présentation de données structurées (résultats, etc.).
- Les appels de note de bas de page (petits chiffres en exposant, introduits par l'outil «  Source ») sont à placer entre la fin de phrase et le point final[comme ça].
- Les liens internes (vers d'autres articles de Wikipédia) sont à choisir avec parcimonie. Créez des liens vers des articles approfondissant le sujet. Les termes génériques sans rapport avec le sujet sont à éviter, ainsi que les répétitions de liens vers un même terme.
- Les liens externes sont à placer uniquement dans une section « Liens externes », à la fin de l'article. Ces liens sont à choisir avec parcimonie suivant les règles définies. Si un lien sert de source à l'article, son insertion dans le texte est à faire par les notes de bas de page.
- La présentation des références doit suivre les conventions bibliographiques. Il est recommandé d'utiliser les modèles {{Ouvrage}}, {{Chapitre}}, {{Article}}, {{Lien web}} et/ou {{Bibliographie}}. Le mode d'édition visuel peut mettre en forme automatiquement les références.
- Insérer une infobox (cadre d'informations à droite) n'est pas obligatoire pour parachever la mise en page.

Pour une aide détaillée, merci de consulter Aide:Wikification.
Si vous pensez que ces points ont été résolus, vous pouvez retirer ce bandeau et améliorer la mise en forme d'un autre article.
Chalcomitra adelberti
Espèce
Statut de conservation UICN

 LC  : Préoccupation mineure
Le Souimanga à gorge rousse, (Chalcomitra adelberti) est une espèce de passereaux de la famille des Nectariniidae. On le trouve au Bénin, au Cameroun, en Côte d'Ivoire, au Ghana, en Guinée, en Guinée-Bissau, au Liberia, au Nigeria, en Sierra Léone et au Togo.

## Description
Malgré son nom, le mâle du Souimanga à gorge rousse a la gorge jaune pâle. En anglais, cet oiseau est appelé Buff-throated sunbird qui peut être traduit par « Souimanga à gorge chamois ». Sa calotte et son menton sont vert iridescent et il arbore une bande noire sur la poitrine. La couleur du dos est plus sombre dans l'est de son aire de répartition. La femelle ressemble à la femelle du Souimanga de Johanna, mais son bec est plus court.

## Habitat
Cet oiseau fréquente les forêts pluviales de basse altitude, les forêts galeries, les plantations et les jardins. 

## Chant
Le Souimanga à gorge rousse pousse une série de sifflements grinçants dans un motif simple. On le reconnaît lorsqu'il pousse un « chee-uu » fort et caractéristique.

## Liste des sous-espèces
Selon GBIF (31 mars 2023) :
- Chalcomitra adelberti adelberti (Gervais, 1834)
- Chalcomitra adelberti eboensis (Jardine, 1842)

## Systématique
Le nom valide complet (avec auteur) de ce taxon est Chalcomitra adelberti (Gervais, 1834).
L'espèce a été initialement classée dans le genre Cinnyris sous le protonyme Cinnyris adelberti Gervais, 1834.
Ce taxon porte en français le nom vernaculaire ou normalisé suivant : Souimanga à gorge rousse,.
Chalcomitra adelberti a pour synonymes :
- Cinnyris adelberti Gervais, 1834
- Nectarinia adelberti (Gervais, 1834)